# Cloche de l'église Saint-Sulpice d'Autainville
La cloche de l'église Saint-Sulpice d'Autainville est une cloche en bronze du premier quart du XVIe siècle. Nommée Sulpice, elle pèse 650 kg et une inscription y  figure : « L'an MVCXXII Sulpice fut nommé par messire Michel bergé, curé de céans et noble homme Guillaume de Frouville, escuyer, et damoiselle Katherine de Frouville ».  
Elle a été classée au titre d'objet des monuments historiques le 17 mars 1971. La cloche est propriété de la commune d'Autainville. 
Une fissure la rend inutilisable et une nouvelle cloche de 310 kg, prénommée Catherine a été baptisée par Monseigneur Goupy, évêque de Blois, le 10 décembre 1989. 